# Тересполь
Тересполь (пол. Terespol, бел. Тэрэспаль) — город в Польше, входит в Бяльский повят Люблинского воеводства. Расположен у границы с Республикой Беларусь на реке Западный Буг (с другой стороны реки находится город Брест).

## Сведения
С 1999 года Тересполь находится в составе Бяльского повета Люблинского воеводства. С 1975 по 1998 год он принадлежал Бяльскоподляскому воеводству. Город является пограничным пунктом между Польшей и Беларусью, здесь проходит Европейский маршрут E30. На станции Тересполь расположен железнодорожный пункт пропуска и таможенный пост. Пути станции 1520 и 1435 мм. Другой переезд в Брест расположен в Кукурыках к северо-западу от Тересполя. Между Брестом и Тересполем также курсировал местный поезд. Он ходил 3 раза в день, а поездка занимала около 18-ти минут и была удобным способом пересечения границы между Беларусью и Польшей. Из-за пандемии коронавируса движение было приостановлено на неопределенный срок в начале 2020 года.
Город фигурирует в романе лауреата Нобелевской премии по литературе писателя Исаака Башевиса Зингера «Семья Мускат» 1950 года, написанном на идише.

## История
Город Тересполь расположен на месте деревни под названием Блоткув (пол. Błotków), которая существовала в XVI—XVII веках. В 1512 году эта территория перешла в собственность дворянина Ивана Сапеги. Позже она переходила семьям Горностай и Дорохостайских. Административно деревня была частью Подляшского воеводства до 1566 года, а затем Берестейского воеводства, вплоть до третьего раздела Речи Посполитой.
В 1609 году король Речи Посполитой Сигизмунд III построил здесь просторный дворец с обширным садом. Благодаря близости Бреста поселение процветало. Во время шведского вторжения в Польшу 1655—1660 гг. дворец в Блоткуве был разграблен и сожжён дотла шведской армией.
Во второй половине XVII века Блоткув с разрушенным дворцом был куплен кастеляном виленским Юзефом Богуславом Слушкой, который фактически создал здесь город, названный позже Тересполем, в честь своей жены Терезы Госевской. В 1697 году здесь была построена церковь Святой Троицы, вскоре после этого в Тересполе поселились монахи-доминиканцы. В 1748 году Тересполь перешёл в собственность великого казначея литовского Флемминга Яна Ежи, который внёс большой вклад в развитие города, осушив местные болота и построив ряд дамб и каналов. Кроме того, Флемминг принял несколько немецких поселенцев и построил особняк на месте разрушенного дворца. В 1757 году были организованы две ежегодные ярмарки и одна еженедельная. В 1764 году Тересполь был разграблен наёмниками польского магната Радзивилла Пане Коханку, который вёл личную войну с Флеммингом за его поддержку семьи Чарторыйских. Позже город перешёл к семье Чарторыйских.

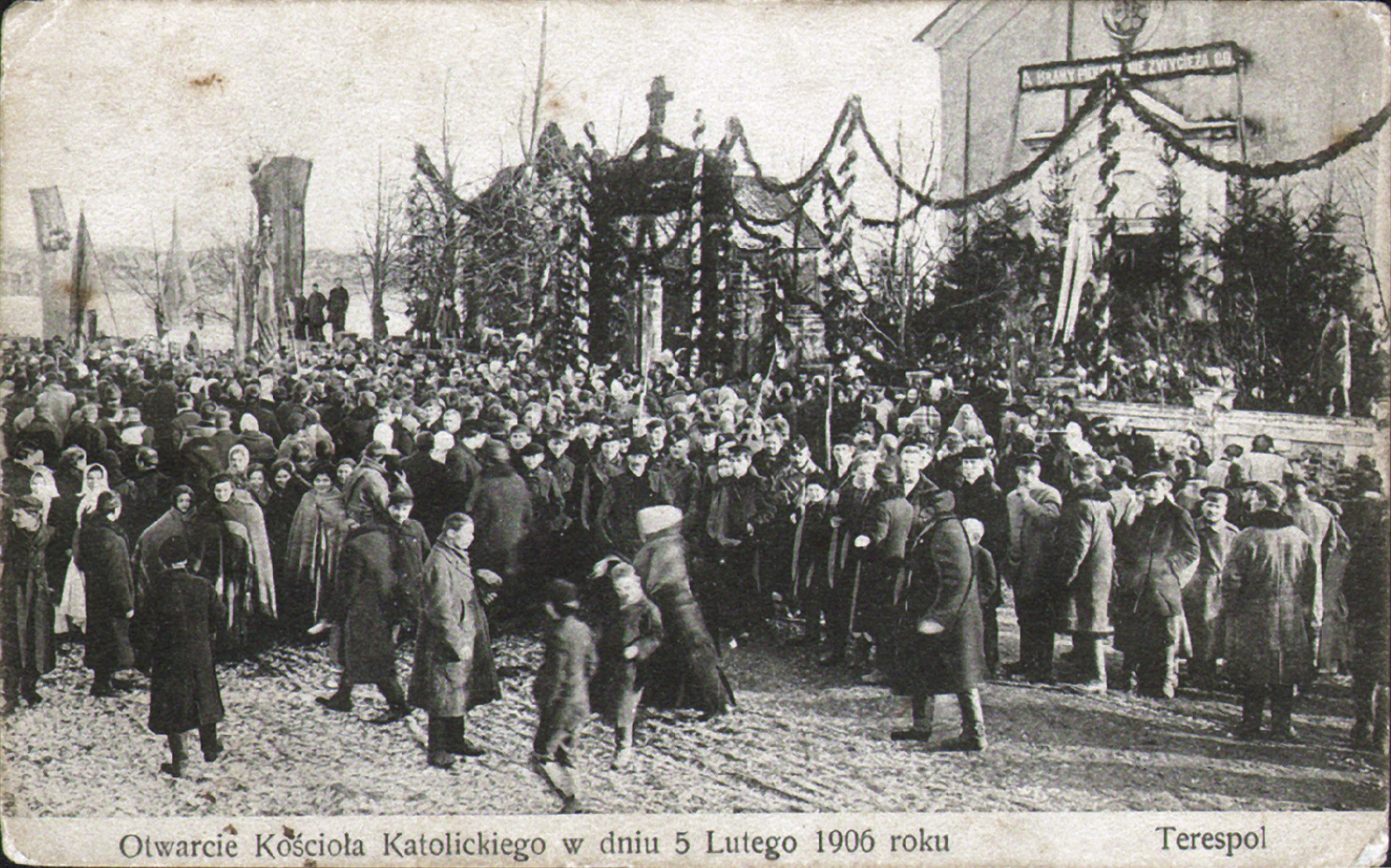
Открытие новой католической церкви в Тересполе в 1906 году

После Третьего раздела Польши 1795 г. Тересполь ненадолго принадлежал империи Габсбургов. После победы поляков в Войне Варшавского герцогства с Австрией 1809 года стал частью Варшавского герцогства, а с 1815 по 1916 гг.. принадлежал Царству Польскому под фактическим контролем Российской Империи. Город успел погореть во время частых пожаров, но продолжал жить, благодаря строительству шоссе из Варшавы в Брест (1819—1823 гг.). После Ноябрьского восстания Тересполь перешёл полностью под контроль Российской империи. В 1855 году, в связи со строительством Брестской крепости, Тересполь был перенесён на запад за Буг, а все здания в старом городе были разрушены в военных целях. В 1867 году было завершено строительство железной дороги Варшава-Тересполь, в 1870 году она была продлена до Бреста. В результате введения черты еврейской оседлости в город хлынули евреи, ставшие впоследствии самой многочисленной этнической группой города.

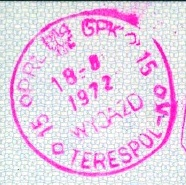
Старый штамп о выезде из Тересполя в Брест

В 1915 году все жители, проживавшие в радиусе 30 км от крепости, были насильственно переселены, а во время эвакуации город был разграблен и сожжён. Тересполь был воссоединён с Польшей после того, как страна восстановила свою независимость в 1918 году. Во времена существования Польской Республики (1918—1939) Тересполь входил в состав Люблинского воеводства.
Во время Второй мировой войны Тересполь был ненадолго оккупирован частями РККА в сентябре 1939 года, а затем нацистской Германией с 1939 по 1944 год. Город стал приграничьем после того, как Советский Союз присоединил земли Западной Беларуси. Во время оккупации большинство евреев были убиты при проведении нацистами Холокоста. Немцы также создали в Тересполе транзитный лагерь для польских военнопленных .
28 июля 1944 года в боях за Тересполь погибли 64 советских солдата.

## Галерея

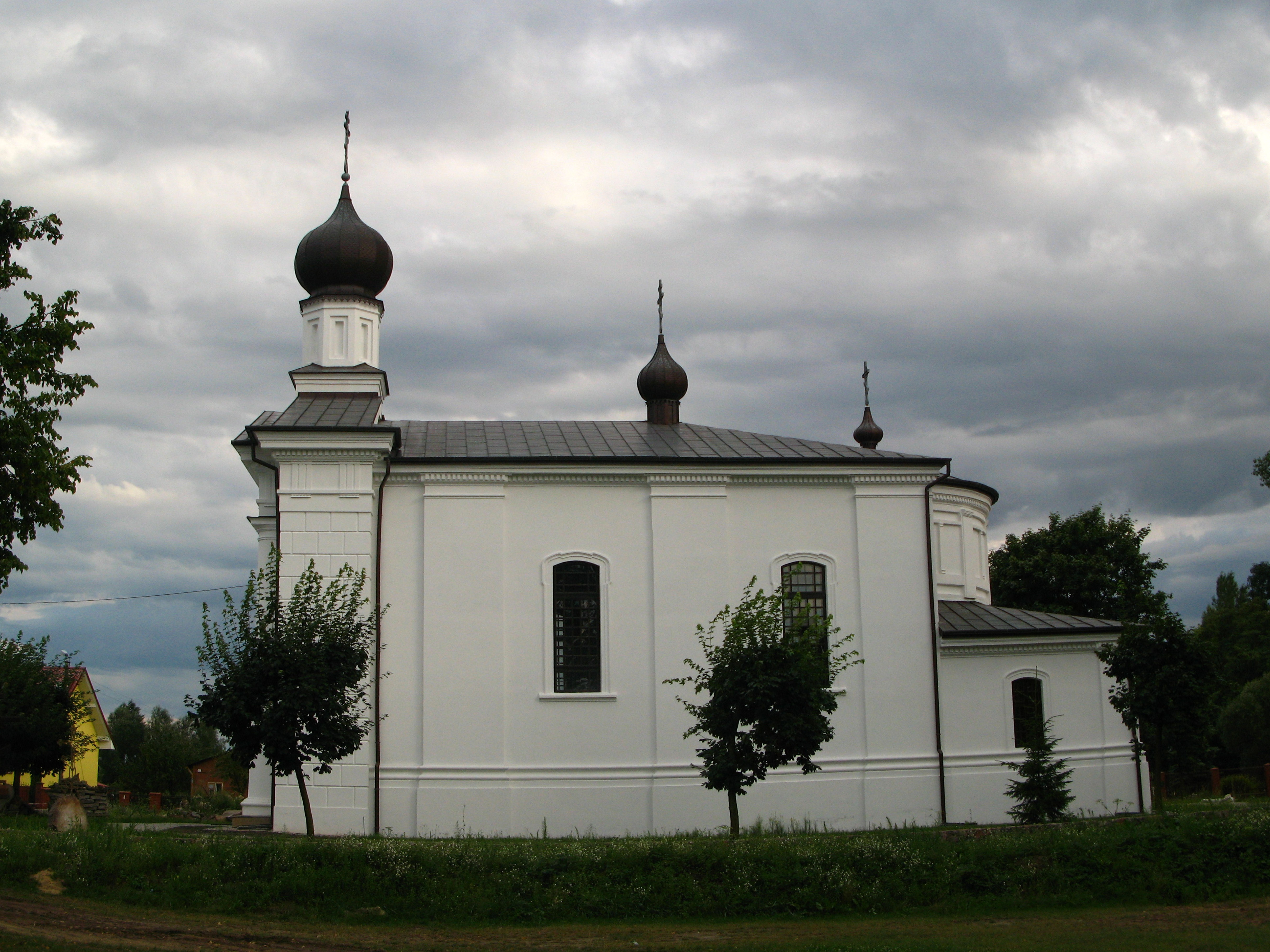
Польская православная церковь - (Православие в Польше)
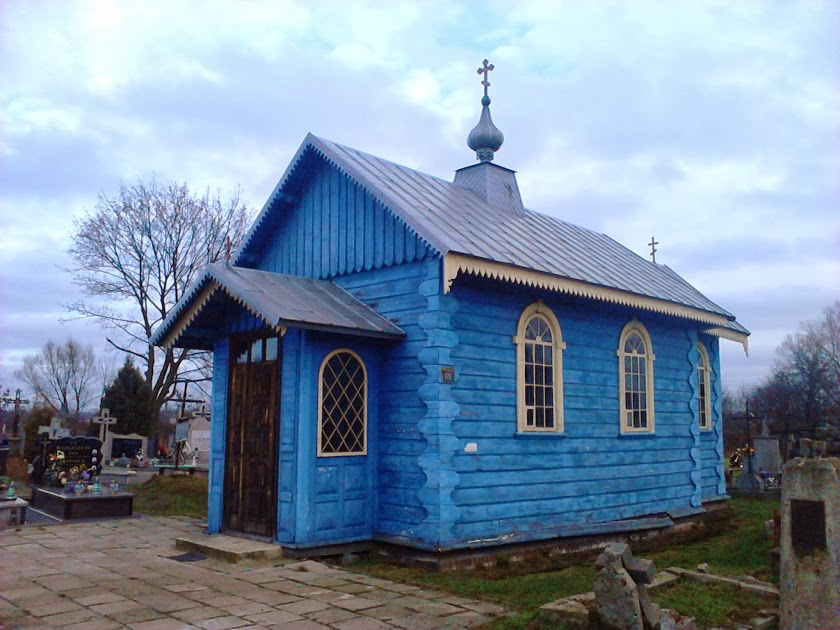
Православная церковь
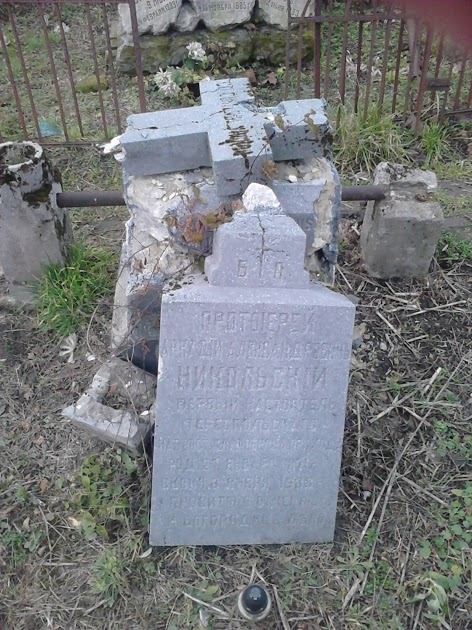
Русский православный крест
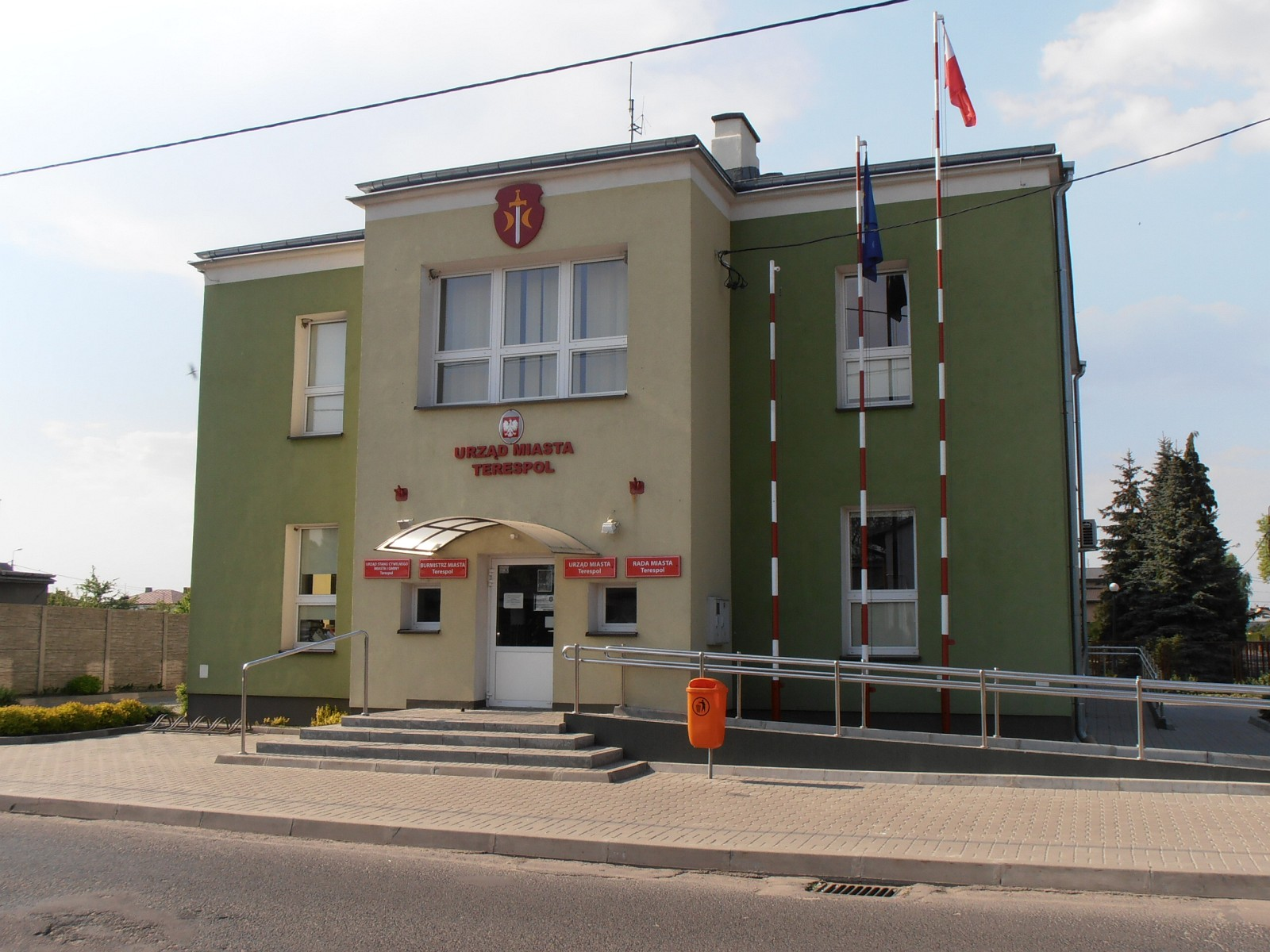
Здание местного самоуправления
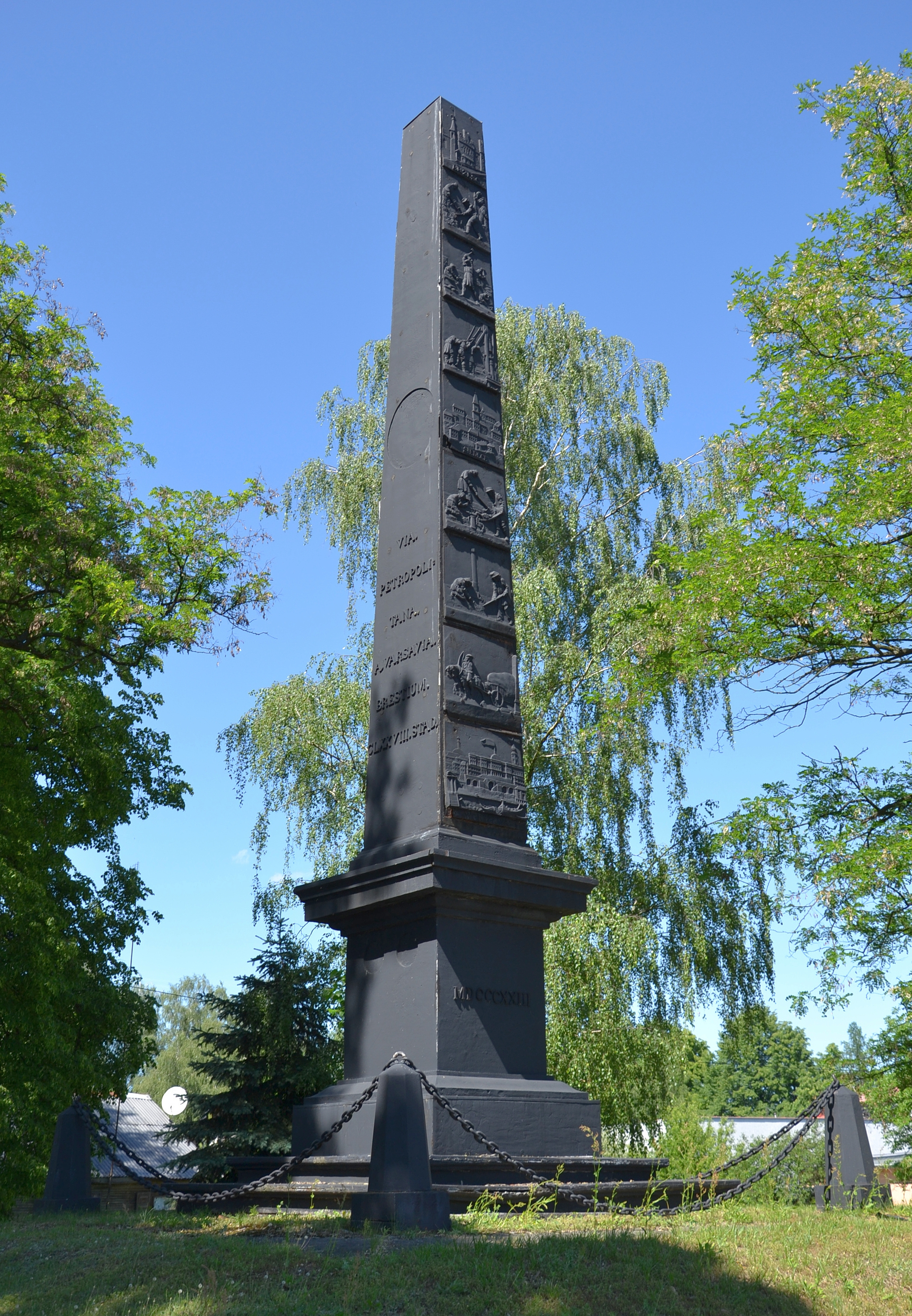
Памятник строительству Брестского шоссе